# Hoštejn (hrad)
Hoštejn (německy Hohenstein, Hochstein) je hradní zřícenina ležící nad stejnojmennou obcí Hoštejn v okrese Šumperk 7 km západně od Zábřeha. Z původně gotického hradu zůstaly jen sotva patrné zbytky. Na východní straně ostrohu je zachovaná soustava příkopů a valů. V nejzápadnějším cípu oválného hradiště jediný nadzemní zbytek zdi paláce, pod ním patrný sklep a část zasypaného schodiště. Od roku 1964 je chráněn jako kulturní památka.

## Historie
Zakladatelem hradu byl pravděpodobně příslušník rodu Hrabišiců Boreš z Rýzmburka, který v tomto kraji založil také augustiniánský klášter Koruna Mariina v Krasíkově. V Borešově listině pro tento klášter z roku 1267 najdeme mezi svědky mimo jiné jméno jistého Mutiše de Honstein, jehož snad můžeme pokládat za Borešova purkrabího na hoštejnském hradě. Hrad, o němž máme první přímou písemnou zmínku z roku 1289, byl postaven pravděpodobně jako mocenská protiváha zábřežského hradu pánů ze Zábřeha, politických odpůrců pánů z Rýzmburka. Hrabišicové coby příznivci německého krále Rudolfa Habsbuského byli oponenty Přemysla Otakara II. Po králově smrti na Moravském poli roku 1278 jejich pozice ještě zesílila, takže hrad Hoštejn, který byl dočasně v držení Protivy ze Zábřeha, získal zpět do svých rukou poručník dětí Boreše z Rýzmburka Fridrich ze Schonburku.

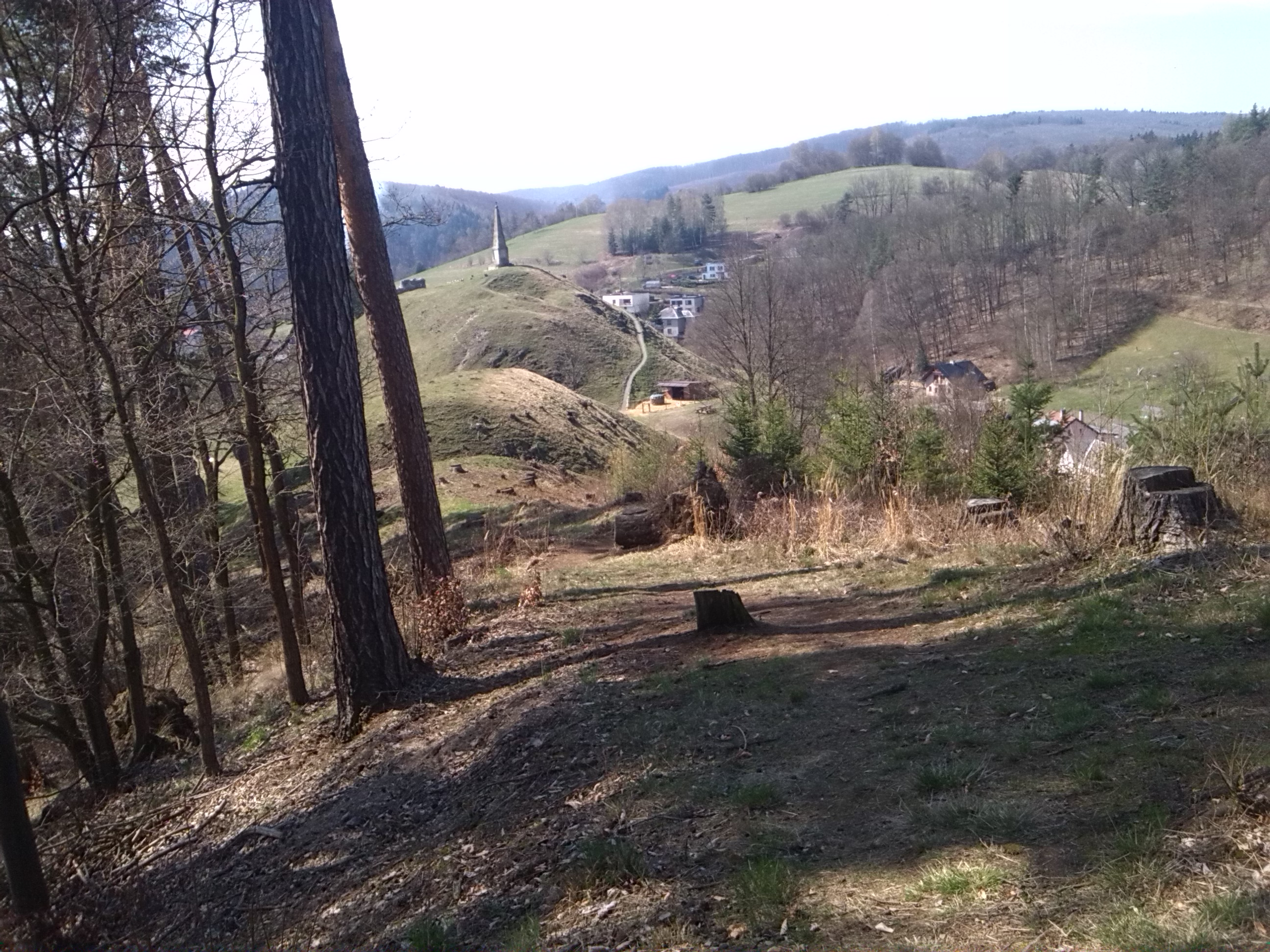
Hoštejn, zřícenina, pohled z bašty, dále zbytky hospodářských budov a za nimi zbytky paláce

V dalších letech se zmiňuje Zbraslavská kronika o Hochštejně jako o loupežnickém hnízdě, proti němuž bylo králem Václavem II. vysláno královské vojsko pod vedením Záviše z Falkenštejna. Fridrich ze Schonburku zřejmě nebyl lupičem v pravém slova smyslu, ale Závišovým politickým protivníkem a stoupencem protikrálovské koalice v zemi. Trestná výprava hrad dobyla, posádku popravila a králův otčím se stal jeho pánem. Po Závišově smrti (roku 1290) připadl hrad i s příslušenstvím pánům ze Šternberka. První jistá zmínka o jejich vlastnictví pochází až z roku 1335. Šternberkové spojili hoštejnské zboží se šilperským a zábřežským panstvím, které jim také tehdy již patřilo. Po smrti Smila z Hoštejna v roce 1398 (kamenná poloplastika mužské hlavy z bývalého hoštejnského kostela, která je dnes ve sbírkách šumperského muzea, byla mylně považována za zbytek jeho náhrobku,) přešlo panství do držení lukovské větve Šternberků, proti nimž vystoupil s územním nárokem markrabě Jošt Moravský. V roce 1406 byl hejtmanem na Hoštejně Hynčík z Frývaldova, pozdější přední opora husitství na Zábřežsku. Jeho hrad se proto stal častým cílem nepřátelských útoků. Přibližně v roce 1424 byl Hoštejn přepaden oddílem vojska Albrechta Rakouského, který jej těžce poškodil. V roce 1434 měl hrad nového majitele, tentokrát čelného představitele katolické strany na Zábřežsku Jana ze Zvole, který se v té době psal také z Hoštejna. Tři roky poté měli hoštejnské zboží i s vesnicí pod hradem v držení Tunklové z Brníčka, konkrétně Jan Tunkl z Brníčka a ten je natrvalo spojil se zábřežským panstvím. Na hoštejnské zboží si však činily nároky i další rody, a tak vznikly kolem jeho vlastnictví dlouhé spory. V roce 1437 byl hrad již v rozvalinách, což znamená, že k jeho zkáze došlo za husitských válek. Noví majitelé sídlili jinde a neměli o pobořenou stavbu zájem a obnova hradu by stála značné finanční prostředky. Jeho zbytky se staly počátkem 16. století útočištěm lapků, takže tehdy učinil loupežnickému životu na hradě konec Arkleb Trnavský z Boskovic, který hrad dobyl a údajně v roce 1522 úplně vyvrátil do základů. Lapkové zde sídlili celých šest let, ačkoliv hrad patřil Ladislavu z Boskovic.
Zkázu zříceniny dovršila výstavba železniční trati Olomouc–Praha v roce 1845, kdy byly pozůstatky rozebrány a použity na stavbu železničního svršku.

## Stavební podoba
Celková délka fortifikace hradu je 450 metrů. Samotný hrad byl dvoudílný. Na místě patrně věže stojí pískovcový pomník oslavující ukončení stavby dráhy Olomouc–Praha. Dané místo je asi tři metry vysoký okrouhlý pahorek o průměru 7,5 metrů. Skoro obdélné jádro mělo rozměry 50 × 20–25 metrů a vedle místa, kde stála věž, jsou na něm napříč položeny zbytky paláce o rozměrech 25 × 9,5 metrů. Jádro hradu je obehnáno okružním valem, který vytváří příkop široký 18 až 38 metrů. Předhradí o rozměrech 45 × 14 metrů nenese stopy zástavby a je obehnáno náspem a příkopem, který dosahuje šířky na šíjové straně až 25 metrů.
Směrem ke kostelu se nachází plošina o rozměrech 47 × 19 metrů s náznaky obvodového hrazení, které ze tří stran lemují nižší terénní terasy. Mohlo by jít o zbytek staršího sídla, které později nahradil lépe položený a větší hrad, o tábořiště bojové družiny nebo o místo, kde stál původní hoštejnský kostel. Na opačné straně hradu se nachází pětiboký pahorek s osami 23 × 15 metrů. Od šíje jej odděluje 17 široký a 5 metrů hluboký příkop. Toto předsunuté opevnění sloužilo k zabezpečení šíje před umístěním obléhacích zařízení.

## Další památky
- Farní kostel svaté Kunhuty připomínaný již v roce 1350 zanikl současně s hradem.
- Poutní kaple svaté Anny z 18. století, přestavěná v roce 1815 na filiální kostel
- Empírové sousoší Nejsvětější Trojice z roku 1820